# Classe ATC D11
Pour les articles homonymes, voir D11.
La classe ATC D11, dénommée « Autres préparations dermatologiques », est un sous-groupe thérapeutique de la classification anatomique, thérapeutique et chimique, développée par l'OMS pour classer les médicaments et autres produits médicaux. La classe ATC vétérinaire correspondante dans la classification ATCvet est QD11. Le sous-groupe présenté ici est celui établi par l'OMS, et peut donc différer des versions dérivées utilisées dans certains pays. Il fait partie du groupe anatomique D de la classification, intitulé « Dermatologie ».

## D11A Autres préparations dermatologiques

### D11AA Antisudoraux
Vide

### D11AC Shampooing médicamenteux
D11AC01 Cétrimide (en)
D11AC02 Composés du cadmium
D11AC03 Composés du sélénium
D11AC06 Polyvidone iodée
D11AC08 Composés soufrés
D11AC09 Xénysalate
D11AC30 Autres

### D11AE Androgènes à usage topique
D11AE01 Métandiénone

### D11AF Verrucides et coricides
Groupe vide

### D11AH Agents pour dermatite, excluant les corticostéroïdes
D11AH01 Tacrolimus
D11AH02 Pimécrolimus
D11AH03 Acide cromoglicique
D11AH04 Alitrétinoïne
D11AH05 Dupilumab
« QD11AH90 » Oclacitinib
QD11AH91 Lokivetmab

### D11AX Autres médicaments dermatologiques
D11AX01 Minoxidil
D11AX02 Acide gamolénique
D11AX03 Gluconate de calcium
D11AX04 Succinate de lithium
D11AX05 Sulfate de magnésium
D11AX06 Méquinol
D11AX08 Tiratricol (en)
D11AX09 Oxacéprol (en)
D11AX10 Finastéride
D11AX11 Hydroquinone
D11AX12 Pyrithione zinc
D11AX13 Monobenzone (en)
D11AX16 Éflornithine
D11AX18 Diclofénac
D11AX21 Brimonidine
D11AX22 Ivermectine
D11AX23 Aminobenzoate potassium
D11AX24 Acide déoxycholique
D11AX52 Acide gamolénique, associations
D11AX57 Collagène, associations
« QD11AX90 » Peroxyde de benzoyle